# شهرستان آلما، بخش هارلان، نبرسکا
شهرستان الما، بخش هارلان، نبرسکا (به انگلیسی: Alma Township, Harlan County, Nebraska) یک منطقهٔ مسکونی در ایالات متحده آمریکا است که در نبراسکا واقع شده‌است.

## خصوصیات
شهرستان الما ۹۱٫۰۶ کیلومترمربع مساحت و ۲۱۳ نفر جمعیت دارد و ۶۳۷ متر بالاتر از سطح دریا واقع شده‌است.